# Финале Лигуре
Финале Лигуре (итал. Finale Ligure) је насеље у Италији у округу Савона, региону Лигурија.
Према процени из 2011. у насељу је живело 9495 становника. Насеље се налази на надморској висини од 12 м.

## Становништво
Према резултатима пописа становништва 2011. у општини је живело 11.724 становника.
| 1936.  | 1951.  | 1961.  | 1971.  | 1981.  | 1991.  | 2001.  | 2011.  |
| ------ | ------ | ------ | ------ | ------ | ------ | ------ | ------ |
| 10.487 | 11.365 | 12.623 | 13.979 | 13.813 | 12.672 | 11.845 | 11.724 |

## Партнерски градови
- Беналмадена
- Козеано
- Ракалмуто
- Виторио Венето
- Монтекјаро д'Асти
- Оушан Сити